# Pararge anteorientalis
Pararge anteorientalis är en fjärilsart som beskrevs av Ruggero Verity 1938. Pararge anteorientalis ingår i släktet Pararge och familjen praktfjärilar. Inga underarter finns listade i Catalogue of Life.